# Greater Madawaska
Greater Madawaska to gmina (ang. township) w Kanadzie, w prowincji Ontario, w hrabstwie Renfrew.
Powierzchnia Greater Madawaska to 1011,74 km².
Według danych spisu powszechnego z roku 2001 Greater Madawaska liczy 2290 mieszkańców (2,26 os./km²).